# 恩古
恩古（?—?），百济第31代国王義慈王的夫人。
《日本书纪》记录了義慈王夫人恩古的名字。百濟王義慈，其妻恩古，其子扶余隆等，其臣佐平千福國、弁成、孫登等。一共五十餘人，在義慈王二十年（660年）秋七月十三日，被唐朝将领蘇定方所捉，送回中国唐朝。《大唐平百济国碑铭》说義慈王“外弃直臣，内信祅妇”，一说指的就是恩古。

## 相关影视
《阶伯》，MBC, 2011年，宋智孝、朴恩玭、全敏书扮演